# CYCLE HIT
『CYCLE HIT』（サイクルヒット）は、日本のロックバンド・スピッツのシングル・コレクションである。2006年（メジャーデビュー15周年記念）並びに2017年（結成30周年記念）と10年毎に計3枚リリースをしている。
ここでは、『CYCLE HIT 1991-1997 Spitz Complete Single Collection』『CYCLE HIT 1997-2005 Spitz Complete Single Collection』『CYCLE HIT 2006-2017 Spitz Complete Single Collection』及び、上記3枚をまとめたコンプリート・ボックス『CYCLE HIT 1991-2017 Spitz Complete Single Collection -30th Anniversary BOX-』について記載する。

## 概要
メンバーはベスト・アルバムを発表することには否定的であり、1999年にリリースされたベスト・アルバム『RECYCLE Greatest Hits of SPITZ』は、メンバーの承諾を得ないままにレコード会社側が発売日を決定しての強行リリースがされた作品であった。そのため、シングル・コレクションである『CYCLE HIT 1991-1997』と『CYCLE HIT 1997-2005』のリリースをもって製造及び販売が中止並びに廃盤とされている（詳細は『RECYCLE Greatest Hits of SPITZ#リリースの経緯・動向』を参照）。本作のタイトル「CYCLE」は、この「RECYCLE」をもじって名付けられており、大ヒットシングルのみを収録したベスト盤ではなく、小さなヒットからミリオンセラー楽曲までを揃えたという意味で（単打からホームランまでを網羅した）「サイクル安打」から名がとられた。

## CYCLE HIT 1991-1997 Spitz Complete Single Collection
『CYCLE HIT 1991-1997 Spitz Complete Single Collection』（サイクルヒット いちきゅうきゅういち・いちきゅうきゅうなな スピッツ・コンプリート・シングル・コレクション）は、日本のロックバンド・スピッツの初の公認シングル・コレクション。2006年3月25日にユニバーサルミュージックより発売。レーベルはユニバーサルJ。

### 概要
- バンドのデビュー15周年を記念してリリースされたシングル・コレクションである。また、『CYCLE HIT 1997-2005 Spitz Complete Single Collection（以下、当項目内は『CYCLE HIT 1997-2005』と表記）』も同日に発売されている。
- 1991年発売のデビューシングル「ヒバリのこころ」から1997年発売の15thシングル「スカーレット」までのシングル表題曲が全曲デジタル・リマスター音源にて収録されている。
- 初回限定盤には、「空も飛べるはず」のデモ音源となる「めざめ」が収録されたスペシャルCDが付属したスリーブケース仕様。
- 2017年7月5日の『CYCLE HIT 2006-2017 Spitz Complete Single Collection』及び『CYCLE HIT 1991-2017 Spitz Complete Single Collection -30th Anniversary BOX-』発売と同時に、本作のリマスター再発盤が同日にリリースされた。
- 2017年9月時点でTSUTAYAにおいて累計197万回以上がレンタルされ、同時点でTSUTAYAにおけるベスト盤のレンタル回数では歴代16位である[3]。

### 収録内容
| 全作詞・作曲: 草野正宗。 |                                                    |           |            |                      |      |
| #                        | タイトル                                           | 作詞      | 作曲・編曲 | 編曲                 | 時間 |
| 1.                       | 「ヒバリのこころ」                                 | 草野正宗  | 草野正宗   | スピッツ             | 4:23 |
| 2.                       | 「夏の魔物」                                       | 草野正宗  | 草野正宗   | スピッツ             | 3:12 |
| 3.                       | 「魔女旅に出る」(オーケストレーション：長谷川智樹) | 草野正宗  | 草野正宗   | スピッツ             | 4:01 |
| 4.                       | 「惑星のかけら」                                   | 草野正宗  | 草野正宗   | スピッツ             | 5:26 |
| 5.                       | 「日なたの窓に憧れて」                             | 草野正宗  | 草野正宗   | スピッツ             | 6:14 |
| 6.                       | 「裸のままで」                                     | 草野正宗  | 草野正宗   | 笹路正徳 ＆ スピッツ | 4:47 |
| 7.                       | 「君が思い出になる前に」                           | 草野正宗  | 草野正宗   | 笹路正徳 ＆ スピッツ | 5:05 |
| 8.                       | 「空も飛べるはず」                                 | 草野正宗  | 草野正宗   | 土方隆行 & スピッツ  | 4:31 |
| 9.                       | 「青い車」                                         | 草野正宗  | 草野正宗   | 土方隆行 & スピッツ  | 4:59 |
| 10.                      | 「スパイダー」                                     | 草野正宗  | 草野正宗   | 笹路正徳 & スピッツ  | 3:47 |
| 11.                      | 「ロビンソン」                                     | 草野正宗  | 草野正宗   | 笹路正徳 ＆ スピッツ | 4:22 |
| 12.                      | 「涙がキラリ☆」                                    | 草野正宗  | 草野正宗   | 笹路正徳 ＆ スピッツ | 4:01 |
| 13.                      | 「チェリー」                                       | 草野正宗  | 草野正宗   | 笹路正徳 ＆ スピッツ | 4:24 |
| 14.                      | 「渚」                                             | 草野正宗  | 草野正宗   | 笹路正徳 ＆ スピッツ | 4:43 |
| 15.                      | 「スカーレット」                                   | 草野正宗  | 草野正宗   | 笹路正徳 ＆ スピッツ | 3:33 |
| 合計時間:                | 合計時間:                                          | 合計時間: | 67:28      |                      |      |

| 全作詞・作曲: 草野正宗。 |            |          |            |
| #                        | タイトル   | 作詞     | 作曲・編曲 |
| 1.                       | 「めざめ」 | 草野正宗 | 草野正宗   |

1. ヒバリのこころ
1stシングル。
シングル・バージョンはアルバム初収録。
2. 夏の魔物
2ndシングル。
3. 魔女旅に出る
3rdシングル。
4. 惑星のかけら
4thシングル。
5. 日なたの窓に憧れて
5thシングル。
シングル・バージョンはアルバム初収録。
6. 裸のままで
6thシングル。
7. 君が思い出になる前に
7thシングル。
8. 空も飛べるはず
8thシングル。
9. 青い車
9thシングル。
10. スパイダー
10thシングル。
11. ロビンソン
11thシングル。
12. 涙がキラリ☆
12thシングル。
13. チェリー
13thシングル。
14. 渚
14thシングル。
15. スカーレット
15thシングル。

### 参加ミュージシャン
- スピッツ
  - 草野マサムネ：Vocal & Acoustic Guitars＆Electric Guitars
  - 三輪テツヤ：Guitars, Electric Sitar(＃7)
  - 田村明浩：Bass
  - 﨑山龍男：Drums, Percussion(＃6,8,11)

#### 外部ミュージシャン
- 矢代恒彦：Hammond Organ(＃1)
- 笹路正徳：Keyboards (＃6,11,13,14,15), Acoustic piano (＃7), Synthesizers (＃7,10), Vibraphone(＃11)
- 牧野英司：Programming (＃5)
- 横山剛：Programming (＃13,14)
- 友田グループ: Strings (＃3)
- 篠崎ストリングス:Strings (＃6,13)
- 岡田澄雄:Trombone (＃3)
- 平内保夫:Trombone (＃3)
- 平原まこと:Saxophone (＃6)
- 南浩之:French Horn (＃3)
- 藤田之比古:French Horn (＃3)
- ジェイク・H・コンセプション:Clarinet (＃13)
- 柳沼寛:Alto Sax (＃13)
- 高野正幹:Alto Sax (＃13)
- 森守:Tenor Sax (＃13)
- 上里稔:Baritone Sax (＃13)
- 旭孝: Piccolo Flute (＃3)
- 新谷祥子:Glockenspiel (＃3)

## CYCLE HIT 1997-2005 Spitz Complete Single Collection
『CYCLE HIT 1997-2005 Spitz Complete Single Collection』（サイクルヒット いちきゅうきゅうなな・にいぜろぜろご スピッツ・コンプリート・シングル・コレクション）は、日本のロックバンド・スピッツの初の公認シングル・コレクション。2006年3月25日にユニバーサルミュージックより発売。レーベルはユニバーサルJ。

### 概要
- バンドのデビュー15周年を記念してリリースされたシングル・コレクションである。また、『CYCLE HIT 1991-1997 Spitz Complete Single Collection（以下、当項目内は『CYCLE HIT 1991-1997』と表記）』も同日に発売されている。
- 1997年発売の16thシングル「夢じゃない」から2005年発売の30thシングル「春の歌」までのシングル表題曲が全曲デジタル・リマスター音源にて収録されている。ただし、両A面シングルからは1曲目の楽曲のみの収録となっており、両A面の2曲目に該当する「謝々!」、「スピカ」、「放浪カモメはどこまでも」、「テクテク」は未収録となっている。
- 初回限定盤には「夢追い虫 (early version)」が収録されたスペシャルCDが付属したスリーブケース仕様。この音源ではヒックスヴィルの真城めぐみがコーラスで参加している。
- 2017年7月5日の『CYCLE HIT 2006-2017 Spitz Complete Single Collection』及び『CYCLE HIT 1991-2017 Spitz Complete Single Collection -30th Anniversary BOX-』発売と同時に、本作のリマスター再発盤が同日にリリースされた。

### 収録内容
| 全作詞・作曲: 草野正宗。 |                            |           |            |                                 |      |
| #                        | タイトル                   | 作詞      | 作曲・編曲 | 編曲                            | 時間 |
| 1.                       | 「夢じゃない」             | 草野正宗  | 草野正宗   | 笹路正徳 & スピッツ             | 4:31 |
| 2.                       | 「運命の人」               | 草野正宗  | 草野正宗   | スピッツ & 棚谷祐一             | 5:13 |
| 3.                       | 「冷たい頬」               | 草野正宗  | 草野正宗   | スピッツ & 棚谷祐一             | 4:07 |
| 4.                       | 「楓」                     | 草野正宗  | 草野正宗   | スピッツ & 棚谷祐一             | 5:27 |
| 5.                       | 「流れ星」                 | 草野正宗  | 草野正宗   | 白井良明、スピッツ & クジヒロコ | 5:14 |
| 6.                       | 「ホタル」                 | 草野正宗  | 草野正宗   | スピッツ & 石田小吉             | 3:47 |
| 7.                       | 「メモリーズ」             | 草野正宗  | 草野正宗   | スピッツ & クジヒロコ           | 3:02 |
| 8.                       | 「遥か」                   | 草野正宗  | 草野正宗   | スピッツ & 石田小吉             | 4:23 |
| 9.                       | 「夢追い虫」               | 草野正宗  | 草野正宗   | スピッツ & 石田小吉             | 4:39 |
| 10.                      | 「さわって・変わって」     | 草野正宗  | 草野正宗   | スピッツ、クジヒロコ & 亀田誠治 | 3:44 |
| 11.                      | 「ハネモノ」               | 草野正宗  | 草野正宗   | スピッツ & 亀田誠治             | 4:52 |
| 12.                      | 「水色の街」               | 草野正宗  | 草野正宗   | スピッツ & 亀田誠治             | 3:31 |
| 13.                      | 「スターゲイザー」         | 草野正宗  | 草野正宗   | スピッツ & 亀田誠治             | 4:12 |
| 14.                      | 「正夢」(弦編曲：亀田誠治) | 草野正宗  | 草野正宗   | スピッツ & 亀田誠治             | 5:16 |
| 15.                      | 「春の歌」                 | 草野正宗  | 草野正宗   | スピッツ & 亀田誠治             | 4:43 |
| 合計時間:                | 合計時間:                  | 合計時間: | 66:41      |                                 |      |

| 全作詞・作曲: 草野正宗。 |                             |          |            |
| #                        | タイトル                    | 作詞     | 作曲・編曲 |
| 1.                       | 「夢追い虫」(early version) | 草野正宗 | 草野正宗   |

1. 夢じゃない
16thシングル。
2. 運命の人
17thシングル。
3. 冷たい頬
18thシングル。
4. 楓
19thシングル。
5. 流れ星
20thシングル。
6. ホタル
21stシングル。
7. メモリーズ
22ndシングル。
8. 遥か
23rdシングル。
シングル・バージョンはアルバム初収録。
9. 夢追い虫
24thシングル。
10. さわって・変わって
25thシングル。
11. ハネモノ
26thシングル。
12. 水色の街
27シングル。
13. スターゲイザー
28thシングル。
14. 正夢
29thシングル。
15. 春の歌
30thシングル。

### 参加ミュージシャン
- スピッツ
  - 草野マサムネ：Vocal& Acoustic Guitars＆ Electric Guitars
  - 三輪テツヤ：Guitars, Backing Vocals(＃7)
  - 田村明浩：Bass
  - 﨑山龍男：Drums, Percussion(＃3,8,11,12), Shaker(＃9)

#### 外部ミュージシャン
- 笹路正徳:Keyboards (＃1)
- 棚谷祐一:Keyboards (＃3), Organ (＃2), Synthesizer (＃2), Sampler (＃2), Acoustic piano(＃4)
- クジヒロコ:Keyboards (＃5,7), Organ(＃8,10,12), Backing Vocals (＃7,9)
- 石田小吉:Synthesizer (＃6,8), Programming (＃6,8), Backing Vocals (＃9)
- 田村玄一:Pedal Steel(＃4)
- 横山剛:Programming (＃1)
- 伊藤俊治:Programming (＃2)
- 中山信彦:Programming (＃10,11)
- 宮島哲博:Reverse & Effect (ending) (＃9)
- 亀田誠治:Programming (＃13,14,15)
- 金原千恵子グループ:Strings (＃14)

## CYCLE HIT 2006-2017 Spitz Complete Single Collection
『CYCLE HIT 2006-2017 Spitz Complete Single Collection』（サイクルヒット にいぜろぜろろく・にいぜろいちなな スピッツ・コンプリート・シングル・コレクション）は、日本のロックバンド・スピッツの公認シングル・コレクション。2017年7月5日にユニバーサルミュージックより発売。レーベルはユニバーサルJ。

### 概要
- バンドの結成30周年を記念してリリースされたシングル・コレクションである。また、本作と『CYCLE HIT 1991-1997 Spitz Complete Single Collection』及び『CYCLE HIT 1997-2005 Spitz Complete Single Collection』の全シングル・コレクションを3枚組で収録したBOXセット『CYCLE HIT 1991-2017 Spitz Complete Single Collection -30th Anniversary BOX-』も同日に発売されている。
- 2006年発売の31stシングル「魔法のコトバ」から2016年発売の41stシングル「みなと」までの楽曲が全曲デジタル・リマスター音源にて収録されている。ただし、両A面シングルからは1曲目の楽曲のみの収録となっており、両A面の2曲目に該当する「ビギナー」、「僕はきっと旅に出る」は未収録となっている。また、新録曲3曲が収録されている。
- 初回限定盤などの複数形態はなく、配信限定シングルとしてリリースされている楽曲や新録曲が収録されているなど、前作までとは異なる点がある。

### 収録内容
| #         | タイトル                           | 作詞      | 作曲      | 編曲                 | 時間  |
| --------- | ---------------------------------- | --------- | --------- | -------------------- | ----- |
| 1.        | 「魔法のコトバ」(弦編曲：亀田誠治) | 草野正宗  | 草野正宗  | スピッツ ＆ 亀田誠治 | 4:09  |
| 2.        | 「ルキンフォー」                   | 草野正宗  | 草野正宗  | スピッツ ＆ 亀田誠治 | 4:34  |
| 3.        | 「群青」                           | 草野正宗  | 草野正宗  | スピッツ ＆ 亀田誠治 | 4:24  |
| 4.        | 「若葉」                           | 草野正宗  | 草野正宗  | スピッツ ＆ 亀田誠治 | 4:32  |
| 5.        | 「君は太陽」                       | 草野正宗  | 草野正宗  | スピッツ ＆ 亀田誠治 | 5:06  |
| 6.        | 「つぐみ」(弦編曲：亀田誠治)       | 草野正宗  | 草野正宗  | スピッツ ＆ 亀田誠治 | 4:09  |
| 7.        | 「シロクマ」                       | 草野正宗  | 草野正宗  | スピッツ ＆ 亀田誠治 | 3:49  |
| 8.        | 「タイム・トラベル」               | 松本隆    | 原田真二  | スピッツ ＆ 亀田誠治 | 4:31  |
| 9.        | 「さらさら」                       | 草野正宗  | 草野正宗  | スピッツ ＆ 亀田誠治 | 4:16  |
| 10.       | 「愛のことば -2014mix-」           | 草野正宗  | 草野正宗  | 笹路正徳 & スピッツ  | 4:24  |
| 11.       | 「雪風」                           | 草野正宗  | 草野正宗  | スピッツ ＆ 亀田誠治 | 3:08  |
| 12.       | 「みなと」                         | 草野正宗  | 草野正宗  | スピッツ ＆ 亀田誠治 | 4:31  |
| 13.       | 「ヘビーメロウ」                   | 草野正宗  | 草野正宗  | スピッツ ＆ 亀田誠治 | 3:35  |
| 14.       | 「歌ウサギ」                       | 草野正宗  | 草野正宗  | スピッツ ＆ 亀田誠治 | 4:15  |
| 15.       | 「1987→」                          | 草野正宗  | 草野正宗  | スピッツ ＆ 亀田誠治 | 2:53  |
| 合計時間: | 合計時間:                          | 合計時間: | 合計時間: | 合計時間:            | 62:16 |

1. 魔法のコトバ
31stシングル。
2. ルキンフォー
32ndシングル。
3. 群青
33rdシングル。
4. 若葉
34thシングル。
5. 君は太陽
35thシングル。
6. つぐみ
36thシングル。
7. シロクマ
37thシングル。
8. タイム・トラベル
作詞：松本隆 / 作曲：原田真二
CYCLE HITシリーズに収録されている楽曲の中で新曲3曲を除き唯一シングル曲ではなく、また原田真二のカバー曲であるため草野が作詞作曲を手掛けていない唯一の楽曲である。
9. さらさら
38thシングル。
10. 愛のことば -2014mix-
39thシングル（配信限定）。
スピッツのアルバムには初収録。
11. 雪風
40thシングル（配信限定）。
シングルバージョンは初のCD化。
12. みなと
41stシングル。
13. ヘビーメロウ

新曲。本作の発売に先立ち6月9日から1曲のみの先行配信がされていた。ミュージック・ビデオが制作されており､フジテレビ系『FNNニュース めざましテレビ』の2017年テーマソングとして同年4月より起用された[5]。仮タイトルは「デザート」。
14. 歌ウサギ

新曲。ワーナー・ブラザース映画配給映画『先生!、、、好きになってもいいですか?』の主題歌。仮タイトルは「ベニシジミ」。
15. 1987→

新曲。ミュージック・ビデオが制作されており､タイトルは「いちきゅうはちなな」と読む[6]。結成当初のビートパンク路線を想定して作曲されたもので、イントロ及び間奏のギターソロはインディーズ時代の楽曲「泥だらけ」のフレーズがそのまま再現されている。

### 参加ミュージシャン
- スピッツ
  - 草野マサムネ：Vocal& Acoustic Guitars＆ Electric Guitars
  - 三輪テツヤ：Guitars, Mandolin(＃4)
  - 田村明浩：Bass
  - 﨑山龍男：Drums, Percussion(＃3), Shaker(＃9)

#### 外部ミュージシャン
- 皆川真人：Hammond B-3(＃4,7,11), Rhodes piano(＃14)
- 斎藤有太：Acoustic piano (＃8), Rhodes piano (＃13)
- 笹路正徳:Keyboards (＃10), Synthesizers (＃10), Soulful Rhythm Guitars (＃10)
- 亀田誠治:Programming (＃1), Glockenspiel (＃3)
- 豊田泰孝:Programming (＃11)
- 金原千恵子グループ:Strings (＃1,2,6)
- 西村浩二: Flugelhorn(＃15)
- 菅坡雅彦: Flugelhorn(＃15)
- 高桑英世: Flute (＃13)
- 井上俊次: Fagotto (＃13)
- 澤部渡:whistle (＃12)
- 下成佐登子:Backing Vocals (＃9)
- 大橋卓弥:Backing Vocals (＃3)
- 植村花菜:Backing Vocals (＃3)

## CYCLE HIT 1991-2017 Spitz Complete Single Collection -30th Anniversary BOX-
『CYCLE HIT 1991-2017 Spitz Complete Single Collection -30th Anniversary BOX-』（サイクルヒット いちきゅうきゅういち・にぜろいちなな スピッツ・コンプリート・シングル・コレクション サーティース・アニバーサリー・ボックス）は、日本のロックバンド・スピッツのコンプリート・シングル・コレクション。2017年7月5日にユニバーサルミュージックより発売。レーベルはユニバーサルJ。

### 概要
- バンド結成30周年を記念し発売された、CDのBOXセット。過去に発売されていた『CYCLE HIT 1991-1997 Spitz Complete Single Collection（以下、当項目内は『1991-1997』と表記）』『CYCLE HIT 1997-2005 Spitz Complete Single Collection（以下、当項目内は『1997-2005』と表記）』に加え、本作と同日に発売された『CYCLE HIT 2006-2017 Spitz Complete Single Collection（以下、当項目内は『2006-2017』と表記）』の全シングル・コレクションが3枚組で収録されている。また、『1991-1997』と『1997-2005』のリマスター再発盤が同日にリリースされた。なお、当コンプリート・ボックスに限っては、同年12月31日までの期間限定出荷となっている[9]。
- 同ボックスに収録されているCDは、『1991-1997』がDISC 1、『1997-2005』がDISC 2、『2006-2017』がDISC 3となっている。各ディスクの詳細・収録曲は各々の項目を参照。
- 1991年に発売されたデビューシングル「ヒバリのこころ」から2016年発売の41stシングル「みなと」までの、本作以前に発売された全シングル楽曲及び配信限定でリリースされた楽曲のほか、新録曲3曲の計45曲が収録されている[注 2][9]。

### チャート成績
- 初週で131,045枚を売り上げ、2017年7月17日付の週間オリコンアルバムチャートで『小さな生き物』以来およそ4年ぶりとなる初登場1位を獲得した[7]。

### アナログレコード盤
- 2017年12月27日には同タイトルで3作品6枚組のアナログレコード（重量盤）を限定発売した。